# Laurent Jiménez-Balaguer
Laurent Jiménez-Balaguer (L’Hospitalet de Llobregat, 14 de gener de 1928 - Boulogne-Billancourt, 16 d'abril de 2015) fou un pintor català que visqué i treballà a París des de la dècada del 1950.
El 1955 les Galeries Laietanes de Barcelona li van dedicar una gran individual, i en la dècada de 1950 es va convertir en un dels pintors més destacats de l'art català, amb la iniciació d’un llenguatge privat relacionat amb l'Expressionisme abstracte i l'Informalisme català. Aquesta postmodernitat s'ha caracteritzat per la seva reivindicació multicultural, mitjançant les seves tècniques pictòriques, així com per la seva necessitat d’inventar una nova ment. El 1958 va marxar a París on fou estafat per una galeria d'art, que es va quedar totes les obres que havia creat, fet que va provocar que tot i que va seguir pintant, no va exposar en dues dècades.
Jiménez-Balaguer construeix un coneixement del psiquisme humà basat en el model del llenguatge de Saussure, des del qual pretén mostrar que la pintura és un mitjà pel coneixement humà. Insisteix especialment en la idea d'una construcció necessària del “Jo” i en la seva visualització-projecció, ja que l’interior humà no és una ànima impalpable ni tampoc un ego immaterial invisible. La seva concepció de la creació i de la societat l’inscriuen en un procés de revolta permanent, des del qual el subjecte ha de lluitar per la construcció del seu “Jo”.
La seva obra planteja que el “Jo” és un acte performatiu. José María Moreno Galván el va considerar el 1960 com un dels vint pintors més importants de l'Art contemporani i de l'Informalisme.
Dos arquetips fonamentals estructuren el seu camp d’investigació: el Cos-Memòria i l’Exterior-Interior.
Actualment es poden trobar obres de l'artista a Catalunya dintre de diverses col·leccions: Museu d'Història de L'Hospitalet (L'Hospitalet de Llobregat), Museu d'Història de la Ciutat (Girona) i Museu Abelló (Mollet del Vallès).